# 福島加津也
福島 加津也（ふくしま かつや、1968年 - ）は、日本の建築家。主に住宅、オフィスの設計を行っている。JIA新人賞など受賞。

## 経歴
- 1968年 - 神奈川県生まれ
- 1990年 - 武蔵工業大学（現東京都市大学）建築学科卒業
- 1993年 - 東京芸術大学大学院美術研究科建築学専攻修士課程修了
- 1994年～2002年 - 伊東豊雄建築設計事務所勤務
- 2003年 - 福島加津也+冨永祥子建築設計事務所設立
- 現在[いつ?] - 東京都市大学工学部建築学科教授

## 主な作品
- 2004年 - 中国木材名古屋事業所[1]
- 2006年 - s-HOUSE[2]
- 2006年 - e-HOUSE[3][4]
- 2008年 - 柱と床[5]
- 2010年 - 力の形[6]
- 2013年 - 木の構築 工学院大学弓道場・ボクシング場
- 2014年 - 光の小屋
- 2015年 - 4つの柱
- 2017年 - 時間の倉庫

## 受賞
- 2004年 - 日本建築家協会JIA新人賞（中国木材名古屋事業所）[7]
- 2004年 - グッドデザイン賞（中国木材名古屋事業所）[8]
- 2006年 - American Wood Design Awards 最優秀賞
- 2006年 - JID賞ビエンナーレ インテリアスペース賞（中国木材名古屋事業所）[9]
- 2009年 - 東京建築士会住宅建築賞金賞
- 2015年 - 日本建築学会賞作品賞（木の構築 工学院大学弓道場・ボクシング場）[10]

括弧内は受賞作品。

## 著書
- 現代住宅のディテール（共著）、2009年、彰国社